# Autosan-Czawdar 11M4/H11
Autosan-Czawdar 11M4/H11 – prototypowy autobus turystyczny skonstruowany w 1979 roku, przy współpracy polskiej firmy Autosan i bułgarskiej Czawdar.

## Historia modelu
W 1979 roku w wyniku współpracy nawiązanej między firmami Autosan i Czawdar, zbudowano 2 prototypowe egzemplarze autobusu turystycznego o oznaczeniu Autosan-Czawdar 11M4/H11. Pojazd ten skonstruowany został głównie z przeznaczeniem na eksport do krajów Bliskiego Wschodu. Konstrukcja tego modelu oparta została na produkowanym w Polsce podwoziu, na które osadzane było w Bułgarii nadwozie autobusu Czawdar 11M4, produkowanego na licencji firmy Setra. Do napędu zastosowano 6-cylindrowy, rzędowy silnik wysokoprężny typu SW680/78/1 o pojemności skokowej 11100 cm³ i mocy 136 kW (185 KM). Silnik ten zblokowany był z 6-biegową manualną skrzynią biegów S6-90. W układzie jezdnym zastosowano oś przednią produkcji firmy Jelcz oraz tylny most napędowy Rába. Produkcji seryjnej nie podjęto.